# World Economic Forum
Het World Economic Forum (WEF, in het Nederlands ook wel aangeduid met: Wereld Economisch Forum) is een jaarlijkse bijeenkomst van de CEO's van de grootste bedrijven ter wereld, internationale politici (presidenten, ministers-presidenten en anderen), intellectuelen en journalisten, in totaal zo'n 2500 personen. Het WEF organiseert jaarlijks in de winter een jaarvergadering in Davos en diverse regionale conferenties op alle continenten. Omdat in Davos de invloedrijkste personen, onder wie vele staatshoofden, samenkomen, is het een invloedrijk platform.
Het WEF werd in 1971 opgericht door Klaus M. Schwab, een Duitse hoogleraar en zakenman. Het hoofdkantoor bevindt zich in Genève, waar het geregistreerd staat als non-profitstichting. Hier werken rond de 400 mensen met ruim vijftig nationaliteiten (jaarverslag 2011-2012).
In de raad van toezicht hadden in 2020 onder anderen Al Gore, oud-vicepresident van de Verenigde Staten, Christine Lagarde, voorzitter van de Europese Centrale Bank, en Feike Sijbesma, bestuursvoorzitter van DSM en lid van de raad van commissarissen van De Nederlandsche Bank (DNB) zitting.
Partners waren in 2020 onder andere Shell, Schiphol, Rabobank, KPN, ING Groep, ABN AMRO, Heineken, Europese Bank voor Wederopbouw en Ontwikkeling (EBWO), Europese Investeringsbank en Apple.

## Activiteiten
Volgens de voorstanders is het WEF een goede gelegenheid voor dialogen en debatten over de grote sociale en economische problemen van de aarde, omdat zowel vertegenwoordigers van de belangrijkste economische organisaties als vertegenwoordigers van de belangrijkste politieke organisaties, maar ook intellectuelen, aanwezig zijn. Een voordeel is dat de gesprekken in een informele sfeer worden gehouden.
Om interactie te bevorderen heeft het WEF het "Open Forum" opgericht, om zodoende de input van belanghebbenden (stakeholders) te betrekken in de debatten die gevoerd worden. Iedereen die niet aanwezig kan zijn, kan via deze weg participeren. De weblog van het WEF biedt inmiddels de mogelijkheid om virtueel interactief aanwezig te zijn bij de sessies. De laatste jaren wordt steeds meer gebruikgemaakt van sociale media, zoals twitter, Facebook en YouTube.
In reactie op kritiek heeft het WEF gewerkt aan meer diversiteit in de deelnemers. In 2013 waren 1500 van de 2500 aanwezigen afkomstig uit het bedrijfsleven. De rest was afkomstig uit media, overheid, wetenschap, non-profit organisaties en overige sectoren. Omdat 50% van de wereldbevolking tegenwoordig onder de 27 jaar oud is, heeft het World Economic Forum een actie-gericht netwerk van zg. "positive disruptors" opgezet: de "Global Shapers Community". Vanuit deze gemeenschap zijn sinds 2012 minimaal 50 jonge mensen afgevaardigd.
Bij de diverse regionale fora zijn meestal tientallen landen vertegenwoordigd. In totaal waren in 2013 in Davos 100 landen vertegenwoordigd, waarvan 50 met een staatshoofd.
Om lid te mogen zijn van het WEF moet een bedrijf een jaarlijkse bijdrage van 42.500 Zwitserse franken (CHF) betalen; dit is ongeveer 35.000 euro. Voor diverse andere vormen van partnerships liggen de bedragen fors hoger. De aanwezige bedrijven dekken hiermee indirect ook de kosten voor deelnemers die zich niet kunnen permitteren om deze hoge deelname kosten te betalen, zoals vertegenwoordigers van overheden, non-profit organisaties, wetenschappers, de jongere generatie van "Global Shapers" (20-30 jaar oud) en de Young Global Leaders (30-40 jaar oud). In 2011-2012 had het WEF een totale inkomstenstroom van CHF 178 miljoen. Hiervan is afgerond CHF 38 miljoen afkomstig uit lidmaatschap, CHF 43 miljoen uit deelname aan conferenties en CHF 87 miljoen aan partnershipcontracten.
Op elke bijeenkomst van het WEF worden journalisten uitgenodigd. Journalisten zijn welkom op de officiële agendaonderdelen en participeren hier ook in. Bij de informatieactiviteiten, zoals informele workshops en privégesprekken, zijn geen journalisten welkom. Bij de jaarlijkse bijeenkomst van 2013 waren ongeveer een op de vijf aanwezigen afkomstig uit de mediasector. Het WEF nodigt ook vertegenwoordigers van niet-gouvernementele organisaties (NGO's) uit om deel te nemen aan de jaarlijkse bijeenkomsten. Vanuit maatschappelijke organisaties namen bij de bijeenkomst in Davos in 2013 o.a. Amnesty International, Oxfam, Human Rights Watch, Transparency International, het Wereld Natuur Fonds en Greenpeace deel.
In de afgelopen decennia heeft het WEF bijgedragen aan enkele mijlpalen en doorbraken. Bijvoorbeeld op het gebied van gezondheidszorg, corruptie, klimaatverandering, maatschappelijk verantwoord ondernemen, hongerbestrijding, humanitaire hulpverlening, het samenbrengen van jonge en oudere generaties, vrijheid van meningsuiting, de Arabische Lente, onderwijs, de economische crisis en diverse andere thema's.
Behalve de jaarlijkse bijeenkomst in Davos, organiseert het WEF ook regionale fora, bijvoorbeeld in Rusland, Peru, Japan, Mongolië, Oekraïne, Zuid-Afrika, China, Dubai, Myanmar, Italië en tientallen andere landen.

## Critici
Volgens critici is het WEF een zakenforum waar de rijkste bedrijven kunnen onderhandelen over deals met andere bedrijven of met politici. Het doel van het WEF voor veel van de deelnemers zou persoonlijk gewin zijn in plaats van het oplossen van maatschappelijke wereldproblemen. Bovendien vinden tegenstanders dat het WEF een niet-democratisch gekozen, maar veel te machtig forum is. Om deze redenen trekken de bijeenkomsten van het WEF regelmatig anti-globalisten. In verband met "beperkte ruimte" in de gebouwen in Davos en om redenen van veiligheid is de bijeenkomst niet vrij toegankelijk voor het publiek. Het WEF zegt een "dialoog" te willen aangaan met de tegenstanders. Zo is in 2004 een schaduwbijeenkomst met als titel Globalization or Deglobalization for the Benefit of the Poorest? georganiseerd waar 300 mensen gratis toegang kregen. Als tegenhanger van het WEF is het World Social Forum oftewel Wereld Sociaal Forum (WSF) ontstaan.

### Complottheorieën
Het WEF en directeur Klaus Schwab zijn ook veelvuldig het mikpunt van complottheorieën. Hierbij worden soms uitspraken en programma's uit hun context gehaald. Zo werd in 2016 voorspeld door Deens politicus Ida Auken "by 2030 you’ll own nothing and be happy", maar dit maakt geen deel uit van de doelen van het WEF of van Auken zelf.
De coronapandemie vergrootte de complottheorie rond het WEF. Schwabs boek COVID-19: The Great Reset (2020), en diens uitspraken zoals 'The pandemic represents a rare but narrow window of opportunity to reflect, reimagine, and reset our world' waren hiertoe aanleiding. Voor het WEF en Schwab was de pandemie aanleiding om van die crisis te leren en te kijken wat beter kan na de crisis. Door complotdenkers werd "The Great Reset" echter geïnterpreteerd als een manier waarop het WEF de pandemie voor eigen gewin gebruikt en een grondige herziening van voorheen gangbare sociaal-economische verhoudingen voorstaat. In de ogen van de complotdenkers zou het WEF de verzamelplaats zijn van 'de wereldelite' met Klaus Schwab als kwade genius.

## Jaarlijkse conferenties
| Jaar | Data           | Thema                                                                                           |
| ---- | -------------- | ----------------------------------------------------------------------------------------------- |
| 1988 |                | The New State of the World Economy                                                              |
| 1989 |                | Key Developments in the 90s: Implications for Global Business                                   |
| 1990 |                | Competitive Cooperation in a Decade of Turbulence                                               |
| 1991 |                | The New Direction for Global Leadership                                                         |
| 1992 |                | Global Cooperation and Megacompetition                                                          |
| 1993 |                | Rallying all the forces for Global Recovery                                                     |
| 1994 |                | Redefining the Basic Assumptions of the World Economy                                           |
| 1995 |                | Leadership for Challenges beyond Growth                                                         |
| 1996 |                | Sustaining Globalization                                                                        |
| 1997 |                | Building the Network Society                                                                    |
| 1998 |                | Managing Volatility and Priorities for the 21st Century                                         |
| 1999 |                | Responsible Globality: Managing the impact of Globalization                                     |
| 2000 |                | New Beginnings: Making a difference                                                             |
| 2001 | 25-30 januari  | Sustaining Growth and Bridging the Divides: A Framework for Our Global Future                   |
| 2002 |                | Leadership in Fragile Times                                                                     |
| 2003 |                | Building Trust                                                                                  |
| 2004 |                | Partnering for Security and Prosperity                                                          |
| 2005 | 26-30 januari  | Taking Responsibility for Tough Choices                                                         |
| 2006 | 25-29 januari  | The Creative Imperative                                                                         |
| 2007 | 24-28 januari  | Shaping the Global Agenda, The Shifting Power Equation                                          |
| 2008 | 23-27 januari  | The Power of Collaborative Innovation                                                           |
| 2009 |                | Shaping the Post-Crisis World                                                                   |
| 2010 | 27-30 januari  | Improve the State of the World: Rethink, Redesign, Rebuild                                      |
| 2011 |                | Shared Norms for the New Reality                                                                |
| 2012 | 25–29 januari  | The Great Transformation: Shaping New Models                                                    |
| 2013 | 23–27 januari  | Resilient Dynamism                                                                              |
| 2014 | 22–25 januari  | The Reshaping of the World: Consequences for Society, Politics and Business.                    |
| 2015 | 21–24 januari  | New global context                                                                              |
| 2016 | 20–23 januari  | Mastering the Fourth Industrial Revolution                                                      |
| 2017 | 17–20 januari  | Responsive and Responsible Leadership                                                           |
| 2018 | 23–26 januari  | Creating a Shared Future in a Fractured World                                                   |
| 2019 | 22–25 januari  | Globalization 4.0: Shaping a Global Architecture in the Age of the Fourth Industrial Revolution |
| 2020 | 21–24 januari  | Stakeholders for a Cohesive and Sustainable World                                               |
| 2021 | 17–20 augustus | afgelast vanwege coronapandemie                                                                 |
| 2022 | 22–26 mei      | History at a Turning Point                                                                      |
| 2023 | 16-20 januari  | Cooperation in a Fragmented World                                                               |
| 2024 | 15-19 januari  | Rebuilding Trust                                                                                |
| 2025 | 20-24 januari  | Collaboration for the Intelligent Age                                                           |

## Global Risks Report
Het Global Risks Report is sedert 2006 een jaarlijkse studie die het World Economic Forum publiceert in de aanloop naar de jaarlijkse bijeenkomst in Davos, Zwitserland. Het rapport beschrijft de belangrijkste risico's die de wereldorde bedreigen. Het meest opvallende onderdeel van het rapport is de opsomming van de grootste risico's, gegroepeerd in de categorieën economie, milieu, geopolitiek, sociaal en technologie.

## Galerij

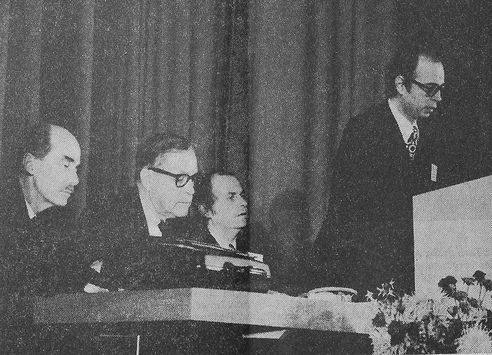
Opening van de eerste WEF bijeenkomst door Klaus M. Schwab (1971)
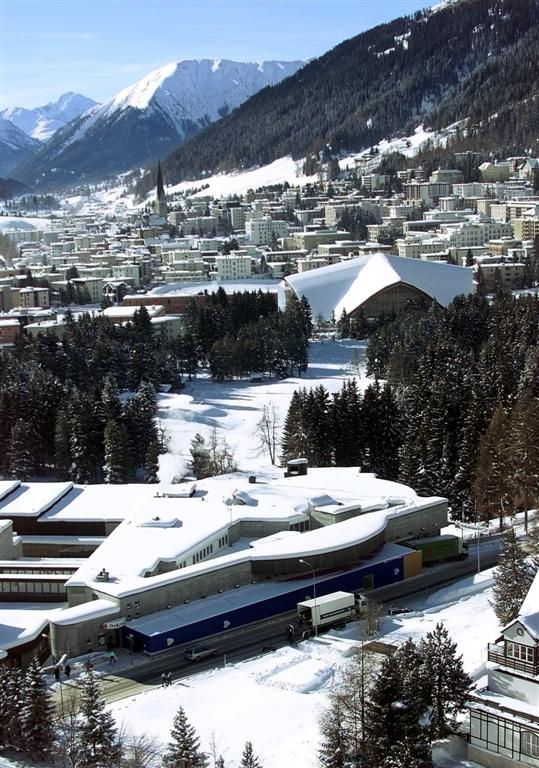
Congress Centre in Davos
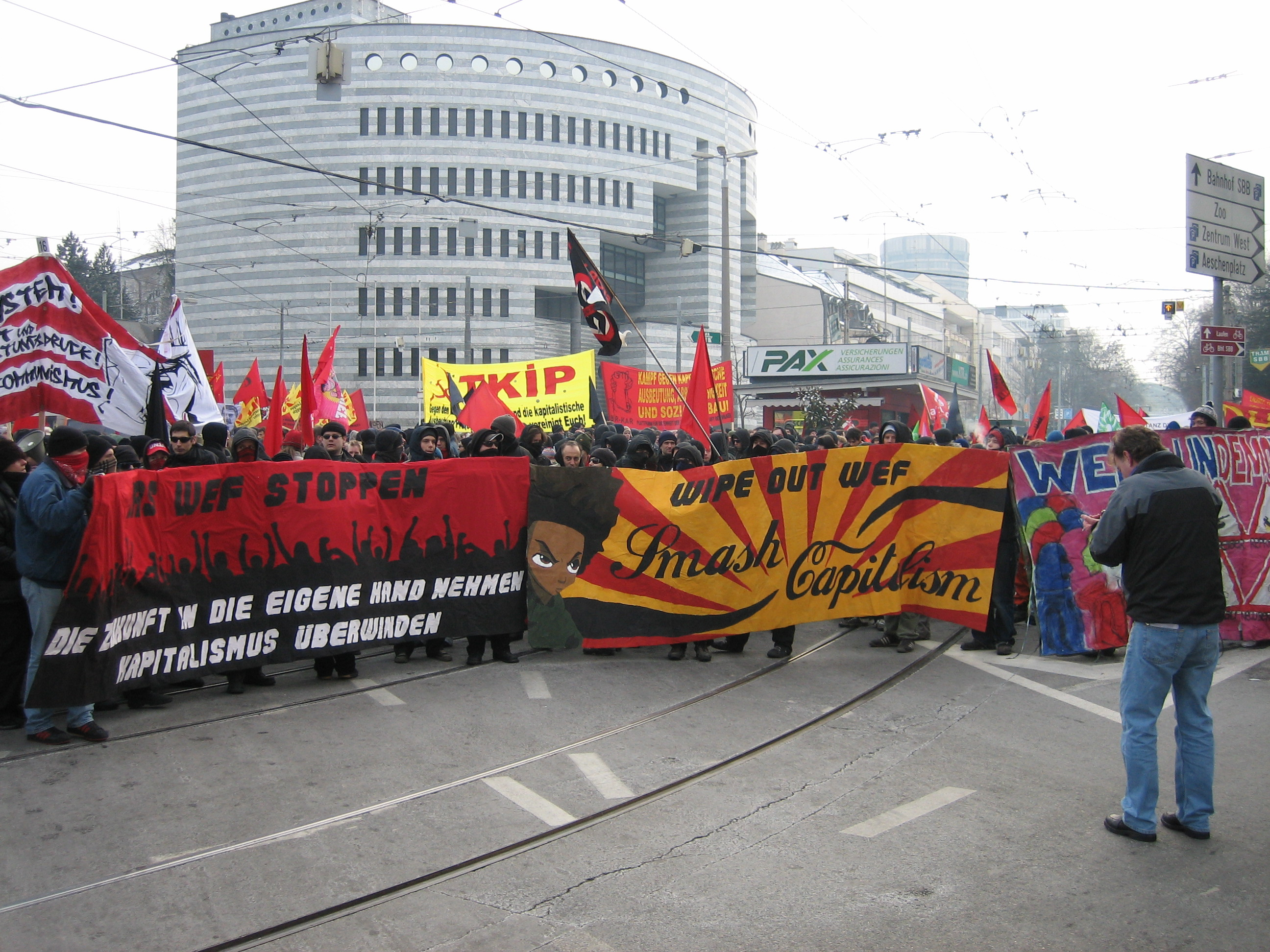
Anti-WEF demonstratie in Basel (2006)
- Debat over kapitalisme tijdens de bijeenkomst in 2012